# Nuocyt
Nuocyt je buňka vrozeného imunitního systému. Zapojují se do vypouzení alergenů z dýchacích cest a helmintů z organismu.

## Původ
Nuocyty jsou buňky lymfoidního původu.
K proliferaci těchto buněk je nezbytné působení IL-7. Jejich diferenciace a dozrávání závisí na transkripčním faktoru RORα a Notch signalizaci. Na rozdíl od jiných lymfoidních buněk však pro svůj vývoj nepotřebují prostředí brzlíku.

## Zapojení do imunitních reakcí
Nuocyty se účastní imunitních reakcí takzvaného 2. typu. Tedy těch založených na aktivitě Th2 pomocných lymfocytů. Ovšem účastní se jí také multipotentní progenitorové buňky typu 2 (MPP), vrozené pomocné buňky NHC a Ih2, přičemž jejich přesný vztah a způsob kooperace je dosud nejasný. 
Imunitní reakce 2. typu je iniciovaná hlavně zvýšenou hladinou proinflamatorního cytokinu IL-4, typicky tedy při astmatu, atopických onemocněních, nebo při infekci organismu makroskopickým parazaitem (například hlístice a jiní červi). 
Vlastní role nuocytů spočívá v aktivovaci dalších typů buněk skrze produkci prozánětlivých látek (IL-4, IL-5 a IL-13); přímé likvidace patogenu se neúčastní. 